# Molophilus munkar
Molophilus munkar är en tvåvingeart som beskrevs av Alexander 1969. Molophilus munkar ingår i släktet Molophilus och familjen småharkrankar. Inga underarter finns listade i Catalogue of Life.